# Mandolína kapitána Corelliho
Mandolína kapitána Corelliho (v anglickém originále Captain Corelli’s Mandolin) je britsko-americko-francouzský dramatický film z roku 2001 podle stejnojmenné knihy Louse de Bernierse. Režisérem filmu je John Madden. Hlavní role ve filmu ztvárnili Nicolas Cage, Penélope Cruzová, John Hurt, Christian Bale a David Morrissey.

## Obsazení
| Nicolas Cage           | Antonio Corelli |
| Penélope Cruzová       | Pelagia         |
| John Hurt              | Dr. Iannis      |
| Christian Bale         | Mandras         |
| David Morrissey        | Günther Weber   |
| Irene Papasová         | Drosoula        |
| Piero Maggio           | Carlo           |
| Gerasimos Skiadaressis | pan Stamatis    |